# VV Steenwijker Boys
VV Steenwijker Boys is een op 27 maart 1947 opgerichte amateurvoetbalvereniging uit Steenwijk, Overijssel, Nederland. De club speelt op "sportpark De Koperberg".

## Standaardelftallen

### Zaterdag
In het seizoen 2024/2025 komt de club met een standaardelftal uit in het zaterdagvoetbal, waar het is ingedeeld in de Vijfde klasse van het KNVB-district Noord. In het seizoen van 2022/2023 is Steenwijker Boys kampioen geworden in de 5e klasse. Waardoor ze het seizoen daarna 2023/2024 uitkwamen in de 4e klasse noord, overtuigen kon de boys dat seizoen niet, de boys degradeerden zelfs weer terug naar de vijfde klasse. 

### Zondag
Het standaardelftal in de zondagafdeling speelt in het seizoen 2020/21 in de Derde klasse van het KNVB-district Noord. Steenwijker Boys heeft geen zondag afdeling meer in de standaard klasse. Wel in de reserve klasse. 

#### Competitieresultaten vanaf 1956
- 1956 1e
Vierde klasse B
- 1957 8e
Derde klasse A
- 1958 12e
Derde klasse A
- 1959 3e
Vierde klasse B
- 1960 3e
Vierde klasse B
- 1961 5e
Vierde klasse B
- 1962 5e
Vierde klasse B
- 1963 8e
Vierde klasse B
- 1964 9e
Vierde klasse B
- 1965 1e
Vierde klasse B
- 1966 12e
Derde klasse A
- 1967 6e
Vierde klasse B
- 1968 5e
Vierde klasse B
- 1969 5e
Vierde klasse B
- 1970 9e
Vierde klasse B
- 1971 7e
Vierde klasse B
- 1972 4e
Vierde klasse B
- 1973 11e
Vierde klasse B
- 1997 10e
Vijfde klasse A
- 1998 7e
Vijfde klasse A
- 1999 6e
Vijfde klasse B
- 2000 7e
Vijfde klasse B
- 2001 2e
Vijfde klasse B
- 2002 7e
Vierde klasse C
- 2003 8e
Vierde klasse C
- 2004 1e
Vierde klasse C
- 2005 4e
Derde klasse D
- 2006 5e
Derde klasse D
- 2007 12e
Derde klasse D
- 2008 9e
Vierde klasse B
- 2009 9e
Vierde klasse C
- 2010 11e
Vierde klasse C
- 2011 13e
Vierde klasse B
- 2012 1e
Vijfde klasse B
- 2013 13e
Vierde klasse B
- 2014 1e
Vijfde klasse B
- 2015 1e
Vierde klasse B
- 2016 6e
Derde klasse B
- 2017 8e
Derde klasse D
- 2018 8e
Derde klasse D

In elke staaf van de grafiek staat van boven naar beneden vermeld: 
- Eindnotering

Dit is de positie die de club heeft bereikt in de competitie, zonder eventuele beslissings-, play-off- of nacompetitiewedstrijden die nodig zijn geweest om bijvoorbeeld de kampioen van de competitie te bepalen.
Indien een * achter het getal staat is de notering een tussenstand en kan het zijn dat de notering niet overeenkomt met de uiteindelijke eindstand van de competitie.
Staat er een - dan is het seizoen nog bezig en is er geen definitieve uitslag bekend.
Staat er xx op de positie van de notering, dan heeft de club vroegtijdig de competitie verlaten. Dit kan onder andere komen door terugtrekking van het team, faillissement van de club of door een uitgedeelde straf van de KNVB. In veel gevallen staat elders in het artikel de reden vermeld.
Staat er een ? dan is het resultaat uit het verleden onbekend, en is alleen de competitie of het niveau bekend van dat seizoen.
In de seizoenen 2019/20 en 2020/21 werd wegens de coronacrisis het amateurvoetbal afgebroken. Daardoor kennen deze staven geen eindklassering (middels -- weergegeven).
- Competitieniveau en afdelingsletter of Officiële eindstand Eredivisie
  - Competitieniveau en afdelingsletter

Hierbij geeft het getal het niveau weer, dat ook terug te vinden is in de legenda. De letter is de afdelingsaanduiding en wordt gebruikt wanneer er meer afdelingen zijn op hetzelfde niveau. De afdelingsletter is altijd een hoofdletter en wordt meestal zonder nummer gebruikt.
Voorbeeld: 2F is niveau 2e klasse competitie F.
Het competitieniveau en nummer wordt niet vermeld wanneer er slechts één competitie van dit niveau was.
  - Officiële eindstand Eredivisie (getal staat tussen haakjes vermeld)

Sinds de introductie van play-offwedstrijden voor Europees voetbal na afloop van de reguliere competitie in 2005/06, is de KNVB verplicht een eindstand van de Eredivisie door te geven aan de UEFA aan de hand van deze play-offwedstrijden.
Bij deze eindstand staan clubs die zich hebben gekwalificeerd voor Europees voetbal hoger dan clubs die zich niet wisten te kwalificeren. Indien er geen verschil was tussen de eindnotering en de officiële eindstand, staat dit getal niet vermeld.

- Onderafdeling

Hier staat afgekort de naam van de onderafdeling indien de club in dat jaar in een onderafdeling uitkwam. Tevens staat deze afkorting in de legenda en wordt gelinkt naar het artikel over deze onderafdeling. Deze afkorting wordt alleen vermeld wanneer de club in het verleden in verschillende onderafdelingen heeft gespeeld. Deze vermelding is in de staaf altijd in kleine letters. Deze onderafdelingen zijn na het seizoen 1995/96 afgeschaft. Heeft de club in slechts één onderafdeling gespeeld, dan is dit alleen terug te vinden in de legenda.
Onder de staaf staat het jaartal vermeld waarin het seizoen is afgesloten. 15 verwijst naar het seizoen 2014/15 of eventueel het seizoen 1914/15.
Wanneer een staaf leeg is, zijn deze gegevens niet bekend. Het kan ook zijn dat de club dat seizoen niet heeft meegespeeld op het hogere amateurniveau, vroegtijdig de competitie heeft verlaten of uit de competitie is gezet.

In het seizoen 1944/45 was er wegens de Tweede Wereldoorlog geen regulier competitievoetbal.
- Derde klasse
- Vierde klasse
- Vijfde klasse

VV Blankenham · SV Blokzijl · SV Giethoorn SE · VV Kuinre · FC Oldemarkt · Olde Veste '54 · VV Oranje Zwart · VV Scheerwolde · VV Steenwijk · VV Steenwijker Boys · SV Steenwijkerwold · SVBS '77 · SV VENO · VHK · VV Willemsoord